# ペタンココユビピンノ
ペタンココユビピンノ（Takedactylus compressus）は、東京都が実施した小笠原海域調査の際に発見された新種のカニであり、ゴカイと共生すると考えられている生物である。
2016年の聟島列島の調査において発見され、2018年に命名された。甲羅が前後に圧縮された様な薄い身体を持っており、これが名前の由来となっている。この身体はゴカイ類の棲管内に収まって自由に動くための適応であることが示唆されている。